# 新竹市垃圾焚化廠
新竹市垃圾資源回收廠，通稱新竹市垃圾焚化廠，位於臺灣新竹市北區。行政院環境保護署於1994年委託中央信託局公開招標新竹市垃圾焚化廠與八里垃圾焚化廠，兩座焚化廠都由中興電工得標。新竹市垃圾焚化爐於1995年4月動工，2000年8月完工，總計花費新臺幣80億元。新竹市垃圾焚化廠設有兩座爐床，每座爐床每日能處理450噸垃圾。2001年2月16日，新竹市垃圾焚化廠正式啟用，新竹市環境保護局也遷移至此。中興電工擁有六年新竹市垃圾焚化廠的營運管理權，2007年2月16日起由榮福份營運。

## 升級整備
新竹市垃圾焚化廠將於2023年起進行設備升級，期間將暫停收鄰近縣市的垃圾。2023年7月，在「桃竹竹苗區域治理平台」第6屆首長會議中，因應將於第4季啟動整改，市府環保局提出「以量易量」方案獲無異議通過，以區域合作互惠處理家戶垃圾。

## 外觀設計
1992年時任行政院環境保護署署長趙少康與環保署官員到法國考察焚化爐，參觀了羅浮宮金字塔後決定請貝聿銘替臺灣設計焚化爐，由時任環保署總工程司呂天民與貝聿銘建築事務所聯繫，經過多次交涉貝聿銘建築事務所同意設計八里垃圾焚化廠與新竹市垃圾焚化廠，並同意使用「貝聿銘設計」。